# Domeykoa
- Commons
- Wikispecies

Domeykoa é um género botânico pertencente à família Apiaceae.